# Matt James
Matt James (Raleigh, Carolina del Norte, 5 de diciembre de 1991) es una personalidad de televisión estadounidense, agente inmobiliario y exjugador de fútbol americano. Es más conocido por ser el primer protagonista afroamericano de The Bachelor en su vigesimoquinta temporada.

## Primeros años
James se crio en Raleigh, Carolina del Norte, hijo de Manny y Patty James. Al crecer, James fue criado por su madre. Es birracial, tiene un padre negro nigeriano y una madre blanca estadounidense, identificándose como negro. Se graduó de Secundaria Sanderson en 2010 antes de ir a la Universidad de Wake Forest. Obtuvo su licenciatura en economía de la universidad en 2015, donde también fue un receptor abierto para el equipo de fútbol Wake Forest Demon Deacons de 2011 a 2014. Tuvo pruebas de minicampamento con los Carolina Panthers y los New Orleans Saints de la National Football League en mayo y junio de 2015, pero ninguno de los equipos lo eligió.

## Carrera
Antes de mudarse a Nueva York, James trabajó en PNC Bank en Pittsburgh, Pensilvania. Trabaja para CBRE Group, una empresa de bienes raíces comerciales en la ciudad de Nueva York. También es el fundador de ABC Food Toursuna organización sin fines de lucro que educa a los niños de las comunidades marginadas sobre la alimentación y el ejercicio en la ciudad de Nueva York.

### The Bachelor
James y el concursante de The Bachelorette, Tyler Cameron, su amigo y colega de trabajo, jugaron juntos al fútbol en la Universidad de Wake Forest. La madre de Cameron nominó a James para participar en The Bachelorette antes de morir. Él fue elegido originalmente para ser un concursante de la decimosexta temporada de The Bachelorette, protagonizada por Clare Crawley, pero después de que la filmación se retrasó debido a los impactos de la pandemia de COVID-19, fue seleccionado para ser el próximo soltero de la vigesimoquinta temporada de The Bachelor. Es el primer protagonista negro en la historia del programa. La temporada concluyó con la decisión de James de entablar una relación con la diseñadora gráfica Rachael Kirkconnell, de 24 años.

### Dancing with the Stars
En septiembre de 2021, James fue anunciado como una de las celebridades competidoras de la trigésima temporada de Dancing with the Stars, siendo emparejado con la bailarina profesional Lindsay Arnold. Ellos fueron eliminados en la cuarta semana en una doble eliminación, terminando en el decimosegundo puesto.